# درک تراکس
درک تراکس (انگلیسی: Derek Trucks; متولد ۱۹۷۹ در جکسون‌ویل، فلوریدا)، نوازنده گیتار در سبک بلوز است.
او تا به حال دو بار در لیست بهترین گیتاریست‌های جهان مجلهٔ رولین استون قرار گرفته‌است. او نوازندگی را از کودکی آغاز کرد و تا قبل از سیزده سالگی با بادی گای اجراکرد و با گروه The Allman Brothers Band در تورهایشان شرکت کرده بود.
او به همراه همسرش، سوزان تدسکی، گروهی به نام Tedeschi Trucks band تأسیس کردند که در سال ۲۰۱۱ اولین آلبوم مشترک خود را به نام Revelator منتشر کردند.